# Музей игрушки (Киев)
Государственный музей игрушки в Киеве рассказывает об истории промышленной игрушки, украинские народные игрушки и демонстрирует авторские работы. Музей начал работать с 1 января 2005 года. В коллекции музея более 15 000 экспонатов.

## История
Идея создания подобного музея возникла еще в 1933 году. Было издано постановление Президиума ЦК ВКП (б) с предложением в Совет Народных Комиссаров СССР об организации музеев игрушек не только в Киеве, но и в Москве, Харькове, Тифлисе (ныне Тбилиси) и Ташкенте. Были созданы комитеты, в состав которых вошли представители народных комиссаров, легкой промышленности, здравоохранения, а также других организаций, имеющих отношение к производству игрушек.
В 1936 году в Киеве была проведена выставка, которая положила начало уникальной коллекции игрушек. Война не способствовала производству игрушек, но уже в 1943 году начали выделяться материалы и оборудование для их выпуска, а восстановление игрушечной промышленности произошло в 1946 году.
Государственный музей игрушки в Киеве был создан распоряжением Кабинета Министров Украины от 16 ноября 2003 года, но финансирование появилось только с января 2005 года. Собственно, именно с этой даты музей и начал принимать первых посетителей. На сегодняшний день музей подчиняется Министерству образования и науки.

## Экспозиция
Коллекция музея пополнялась на протяжении 70 лет, ее размеры достигли 15 000 экспонатов. Вниманию посетителей представлены игрушки, которые были любимыми для дедушек и бабушек современных детей. Это и техника (машины, паровая топка, экскаваторы, самолеты), и настольная полиграфия (лото), и куклы, мотанки, и народные игрушки (глиняные погремушки, соломенные бычки, деревянные каталки). В коллекции представлены авторские работы кукольников советских времен, библиотекя настольно-полиграфических игр, коллекция украинских народных игрушек.
В Государственном музее игрушки действуют три постоянные выставки. Первая - «история игрушки», вторая - «Украинская народная игрушка». Третья экспозиция - это экспонаты, которые отличаются от промышленных и народных игрушек, в основном это авторские работы, они находятся в музее в единственном экземпляре. Ежегодно накануне Нового года в музее открывается дополнительная выставка, посвященная елочным украшениям и игрушкам.
В коллекции музея около 600 наименований кукол. Здесь представлены одни из первых целлулоидных пупсиков. Есть и игровые куклы, изображавшие различные профессии, они отвечали идеологическим запросам Советского государства и должны были помочь ребенку через игру получить основы трудового воспитания. В музее также есть уникальные сырные игрушки.
Кроме кукол в музее также промышленные образцы швейных машинок (начала XX века), игрушечные утюги (от угольных до электрических), действующая модель паровой машины, первая искусственная елка из куриных перьев, большая игрушечная железная дорога с инициалами Сталина.
Существуют несколько источников пополнения коллекции музея. Это проведение конкурсов, а также подарки коллекционеров-любителей.